# Abderrahim Settouti
Abderrahim Settouti, né en Algérie, est un wali, et ex ambassadeur dans plusieurs pays notamment le Zaïre, la Suisse, le Venezuela et le Pakistan.

## Fonctions
Ses principales fonctions occupées sont :
1. Wali d'Oran: (1963-1964).
2. Wali de Chlef: (1964-1965).
3. Ambassadeur de l'Algérie à la République démocratique du Congo (ex-Zaïre): (-1979).